# Oswestry Castle
Oswestry Castle är ett slott i Storbritannien.   Det ligger i grevskapet Shropshire i riksdelen England, i den södra delen av landet, 250 km nordväst om huvudstaden London. Oswestry Castle ligger 137 meter över havet.
Terrängen runt Oswestry Castle är platt österut, men västerut är den kuperad. Runt Oswestry Castle är det ganska tätbefolkat, med 155 invånare per kvadratkilometer. Närmaste större samhälle är Oswestry, 0,10 km norr om Oswestry Castle. Trakten runt Oswestry Castle består i huvudsak av gräsmarker.